# John Kroger

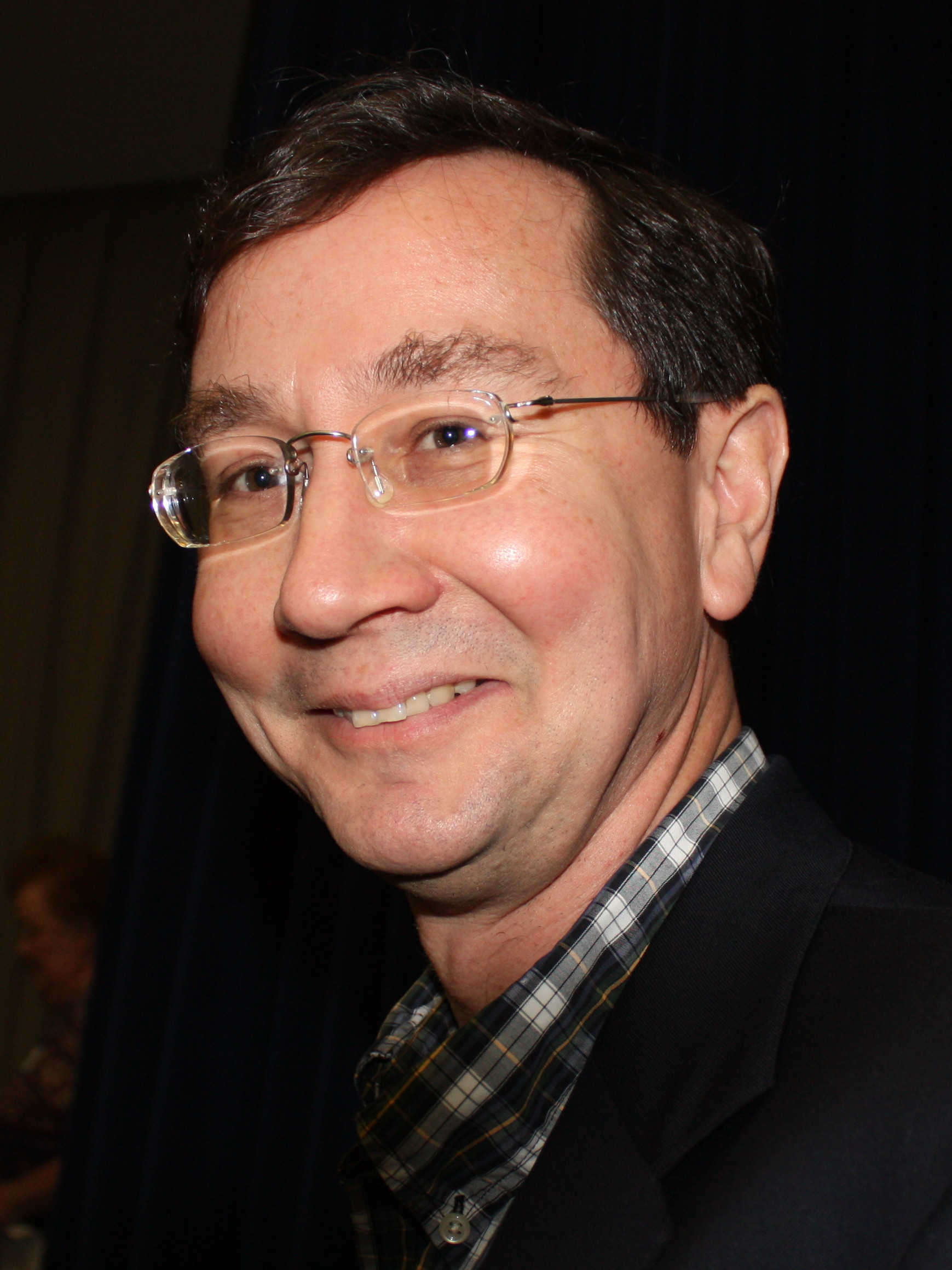
John Kroger

John Richington Kroger (* 1966 in Ohio) ist ein US-amerikanischer Jurist und Politiker.

## Werdegang
John Kroger wuchs in Indiana und in Texas auf. Über seine Jugendjahre ist nichts bekannt. Nachdem er 1983 mit 17 Jahren in das United States Marine Corps eingetreten war, diente er in einer FORECON-Einheit. In der Folgezeit verbrachte er etwa fünf Monate am Bord eines Flugzeugträgers im Pazifik. Er absolvierte auch ein Dschungeltraining in Panama. Während er im Ausbildungslager war, marschierten die Vereinigten Staaten in Grenada ein. Kurz darauf meldete sich Kroger freiwillig, um in den Libanon zu gehen, aber nach dem Anschlag auf den US-Stützpunkt in Beirut zog Präsident Ronald Reagan die US-Truppen zurück, bevor Krogers Einheit hingesendet werden konnte.
Er verließ die Marines 1986. Danach schrieb er sich am Yale College ein, wo er Philosophie studierte und 1990 graduierte. Nach seinem Abschluss zog er nach Washington, D.C., wo er Legislative Assistant beim damaligen Speaker des Repräsentantenhauses, Tom Foley (D-WA-5), und des US-Senators Chuck Schumer (D-NY) wurde.
1991 wurde er Deputy Policy Director für Bill Clintons Präsidentschaftswahlkampf. Nach dem Ende des Wahlkampfs saß er im Übergangsteam von Clinton. Er fungierte auch einige Zeit als Senior Policy Analyst im Finanzministerium der Vereinigten Staaten, bevor er zurück zur Schule ging. Er graduierte 1996 an der Harvard Law School mit magna cum laude.
Kroger war dann ein Jahr lang als Assistent eines Bundesberufungsrichters tätig, bevor er in das Büro der Bundesstaatsanwaltschaft in Brooklyn (New York) wechselte. Während seiner dortigen Jahre konnte er gegen Gregory Scarpa Jr. in einem fünfwöchigen Mafiaprozess einen Schuldspruch wegen mehrfachen Mordes erreichen. Er bearbeitete auch zahlreiche Drogenhandelsfälle, einschließlich einer Verurteilung des Drogenbosses Juan "La Puma" Rodriguez für die jährliche Verschiffung von 10 Tonnen Kokain in die Vereinigten Staaten über einen Zeitraum von mehr als einer Dekade. Kroger behandelte auch Fälle von Wirtschaftskriminalität. Dazu zählten Fälle wegen Regierungskorruption und Steuerhinterziehung.
2000 hatte Kroger einen Zeitraum von acht Wochen für einen bevorstehenden Drogenbossprozess blockiert, aber als die Gerichtsverhandlung verschoben wurde, nahm sich Kroger einen dreimonatigen Urlaub. Er kaufte sich ein Trek-Fahrrad für 350 Dollar und begann eine Radtour nach Westen durch das Land, von New York nach Oregon. Nach seiner Rückkehr nach New York war er entschlossen, Alphonse Persico, den Boss der Colombo-Familie, wegen Erpressung und Geldwäsche strafrechtlich zu verfolgen. Während der Arbeit an dem Fall war er in die Rettungs- und Bergungsarbeiten nach den Terroranschlägen vom 11. September 2001 auf das World Trade Center involviert. Einen Tag nach den Angriffen berichtete er einer rund um die Uhr Kommandozentrale in Manhattan, wo er den Bundesbeamten vom FBI durch die Bereitstellung von Durchsuchungsbefehle und Vorladungen half, potenzielle Terroristenzellen zu ermitteln.
Infolge seiner Reise nach Oregon als auch nach seinen Erfahrungen nach 9/11 kam er zu dem Schluss, dass er Abstand von seiner Tätigkeit als Staatsanwalt brauche. Daher begann er Jura zu unterrichten. Außerdem fand er Gefallen an Oregon. Als Staatsanwalt wurde ihm der Director's Award von der damaligen US-Justizministerin Janet Reno verliehen. Zum Zeitpunkt, als er die Staatsanwaltschaft verließ, hatte er eine Verurteilungsrate von 97 % zu verzeichnen.
Als Juraprofessor Bill Williamson aus gesundheitlichen Gründen 2002 von seinem Posten an der Lewis & Clark Law School zurücktrat, begann das College nach einem neuen Professor für Strafrecht zu suchen. Kroger erhielt das Beschäftigungsverhältnis und zog dann nach Portland (Oregon), wo er heute noch wohnt.
Dort unterrichtete er am College nur ein Semester lang Strafrecht, bevor ihm angeboten wurde, der Enron Task Force im Justizministerium der Vereinigten Staaten beizutreten, um zu jener Zeit den größten Unternehmenskonkurs in der Geschichte der Vereinigten Staaten zu untersuchen. Für etwas mehr als ein Jahr leitete er die Untersuchung bei Enrons Breitbandgeschäft – dessen angezeigte Einnahmen aus einem zukünftigen Video-on-Demand-Dienst, genannt Project Braveheart, zu dem überhöhten Aktienkurs des Unternehmens beitrugen.
Schließlich erhoben Kroger und sein Team gegen sieben Männer Anklage, einschließlich Ken Rice und Kevin Hannon, Enrons zwei Breitband-Führungskräfte. Sie wurden 2004 für schuldig befunden und wurden Kronzeugen, die dabei halfen, Enrons Vorsitzenden Kenneth Lay und den CEO Jeffrey Skilling des Betrugs zu überführen.
Nach dem Ende seiner Untersuchungen betreffend Enron kehrte er zu seiner Tätigkeit als Juraprofessor an der Lewis & Clark Law School.

## Attorney General
Am 20. September 2007 verkündete John Kroger seine Kandidatur für den Posten des Attorney General von Oregon. Kroger wurde durch den früheren Gouverneur von Oregon, John Kitzhaber, den Sierra Club, das Oregon Small Business for Responsible Leadership und die Carpenters Union unterstützt. Bei den demokratischen Vorwahlen am 20. Mai 2008 besiegte er den früheren Abgeordneten Greg Macpherson und ging auch bei den republikanischen Vorwahlen als Write-In-Sieger hervor. Dem Gesetz von Oregon nach war er gezwungen eine Partei zu wählen, für die er antreten wollte, und er entschied sich für die Demokraten. Kein Republikaner trat bei den Wahlen an. Kroger gewann im November 2008 die Wahlen. Seinen Amtseid legte er am 5. Januar 2009 ab und er wurde so der 16. Attorney General von Oregon.
Im Oktober 2001 verkündete Kroger, dass er nicht beabsichtige, eine weitere Amtszeit anzustreben, was er mit einer nicht näher spezifizierten Krankheit begründete. Im April 2012 kündigte er seinen Rücktritt an, um Präsident des Reed College zu werden. Am 29. Juni 2012 trat er von seinem Posten offiziell zurück.

## Werke
- Convictions: A Prosecutor's Battles Against Mafia Killers, Drug Kingpins, and Enron Thieves, Macmillan, 2008, ISBN 0-374-10015-2